# Dai Xianglong

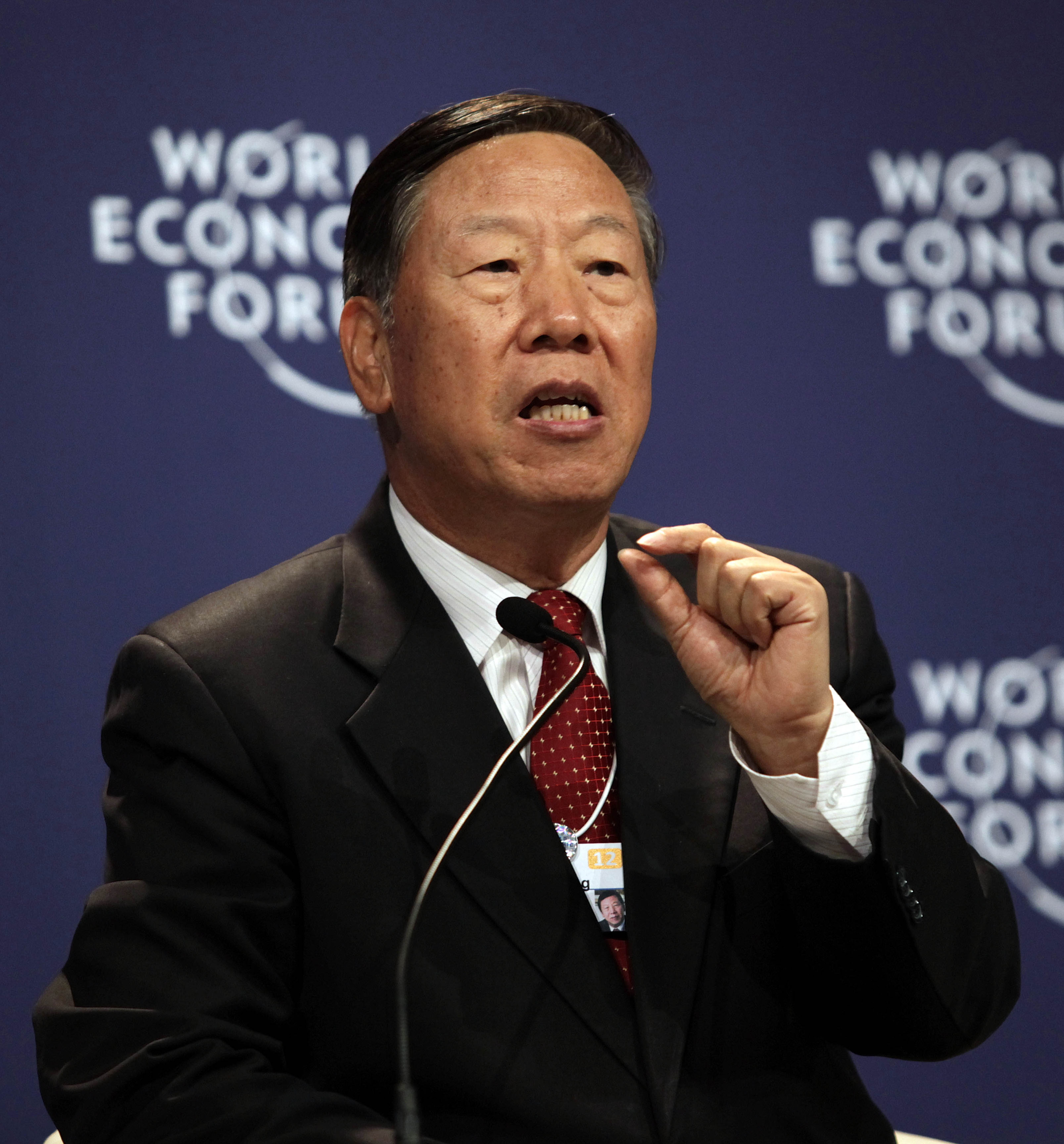
Dai Xianglong (2012)

Dai Xianglong (chinesisch 戴相龙; * 1. Oktober 1944 in Yizheng, Jiangsu) ist ein ehemaliger chinesischer Politiker der Kommunistischen Partei Chinas (KPCh), der unter anderem von 1995 bis 2002 Gouverneur der Chinesischen Volksbank sowie zwischen 2003 und 2007 Bürgermeister von Tianjin war.

## Leben
Dai Xianglong begann nach dem Schulbesuch ein Studium an der Fakultät für Buchhaltung des Zentralen Instituts für Finanzen und Bankwesen, der heutigen Zentraluniversität für Finanzen und Wirtschaft in Peking, und schloss dieses 1967 ab. Nach verschiedenen beruflichen Tätigkeiten als Buchhalter im Bank- und Versicherungsbereich wurde er 1973 Mitglied der Kommunistischen Partei Chinas (KPCh) und war zwischen 1977 und 1978 als Wirtschaftswissenschaftler im Amt für Kohleindustrie der Provinz Yunnan. 1978 wechselte er zur Chinesischen Volksbank und war dort zunächst Mitarbeiter in der Zweigstelle der Provinz Jiangsu sowie zwischen 1980 und 1982 stellvertretender Sektionschef der dortigen Zweigstelle. Nachdem er von 1982 bis 1983 stellvertretender Richter am Gericht des Stadtbezirks Fengxian war, fungierte er von 1983 bis 1985 als stellvertretender Sektionschef der Agricultural Bank of China (ABC) der Provinz Jiangsu sowie zwischen 1985 und 1989 als Vizepräsident der Agricultural Bank of China.
Dai war von 1989 bis 1993 in Personalunion Hauptgeschäftsführer und Vizepräsident sowie Sekretär der Parteiführungsgruppe der Bank of Communications und des Weiteren zwischen 1989 und 1993 Präsident der China Pacific Insurance Company Ltd. Auf dem XIV. Parteitag der Kommunistischen Partei Chinas wurde er 1992 Kandidat des Zentralkomitees (ZK) der Kommunistischen Partei Chinas. Nachdem er zwischen 1993 und 1995 Vizegouverneur war, löste er im Juni 1995 Zhu Rongji als Gouverneur der Chinesischen Volksbank ab. Er bekleidete dieses Amt bis Dezember 2002 und wurde daraufhin von Zhou Xiaochuan abgelöst. Er war des Weiteren von 1995 bis 2000 stellvertretender Leiter der Parteiführungsgruppe der KPCh der Chinesischen Volksbank für Wohlfahrtspolitik sowie 1997 bis 2000 erster stellvertretender Leiter der Abteilung Geldpolitik der Volksbank. Auf dem XV. Parteitag wurde er 1997 erstmals zum Mitglied des ZK der KPCh gewählt und wurde als solcher auf dem XVI. Parteitag 2002 und dem XVII. Parteitag 2007 wiedergewählt.
Nachdem Dai Xianglong zwischen 2002 und 2003 Vize-Bürgermeister und kommissarischer Bürgermeister von Tianjin war, löste er am 30. Dezember 2002 Li Shenglin als Bürgermeister von Tianjin. Er hatte diese Funktion bis zum 28. Dezember 2007 inne und wurde dann von Huang Xingguo abgelöst. Zugleich war er zwischen 2003 und 2007 stellvertretender Sekretär des Parteikomitees von Tianjin. Er war ferner zwischen 2008 und 2013 Präsident des Nationalrates der Stiftung für den sozialen Sicherheittsfonds. Nach dem XVII. Parteitag 2012 schied er aus dem ZK der KPCh aus.